# Osama bin Laden (elefante)
Osama bin Laden foi um elefante asiático (Elephas maximus) macho classificado como “desgarrado” (rogue) que recebeu o apelido do líder terrorista Osama bin Laden. Entre 2004 e 2006, foi responsabilizado por pelo menos 27 mortes humanas e por grande destruição de propriedades no distrito florestal de Sonitpur, estado indiano de Assam. O animal foi morto a tiros em dezembro de 2006, embora parte da população local duvidasse de que o espécime abatido fosse de fato o autor dos ataques. Desde então, outros elefantes agressivos na região também passaram a ser chamados “Osama bin Laden” ou simplesmente “Laden”.

## Ataques
O elefante atuava nas imediações de Behali, perto de Tezpur. A capital estadual, Guwahati, fica a cerca de 240 km a sudoeste. Estima-se que o estado de Assam abrigue aproximadamente 5 300 elefantes asiáticos.
À época dos ataques, calculava-se que o animal tivesse entre 45 e 50 anos e medisse de 2,7 m a 3,3 m de altura. Em meados de 2006, foi oficialmente declarado “desgarrado”, quando o número de vítimas humanas ultrapassou dois dígitos. Testemunhos indicam que ele não temia fogo nem bombinhas.
Entre 2001 e 2006, mais de 250 pessoas morreram em conflitos com elefantes em Assam, enquanto moradores mataram 268 elefantes, majoritariamente por envenenamento.

## Morte
Em dezembro de 2006, o Departamento Florestal emitiu ordem de “abater ao avistar”. Em 18 de dezembro, caçadores localizaram o animal em uma plantação de chá próxima a Behali. Encurralado por tambores e tochas, o elefante investiu contra o caçador Dipen Ram Phookun, que disparou várias vezes à queima-roupa. A identificação baseou-se principalmente na ausência de presas.
Ambientalistas questionaram se o animal morto era realmente o responsável pelos ataques, já que o abate ocorreu cerca de 80 km fora de sua área de ocorrência habitual.

## Outros elefantes chamados “Osama”
Após os atentados de 11 de Setembro, aldeões passaram a batizar elefantes problemáticos de “Osama bin Laden”, comparando-os a terroristas. Em 2008, outro macho apelidado “Osama” foi morto depois de causar pelo menos 11 mortes nos estados de Assam e Jharkhand. Em 2019, um terceiro elefante chamado “Laden” matou cinco pessoas antes de ser capturado e falecer em cativeiro.

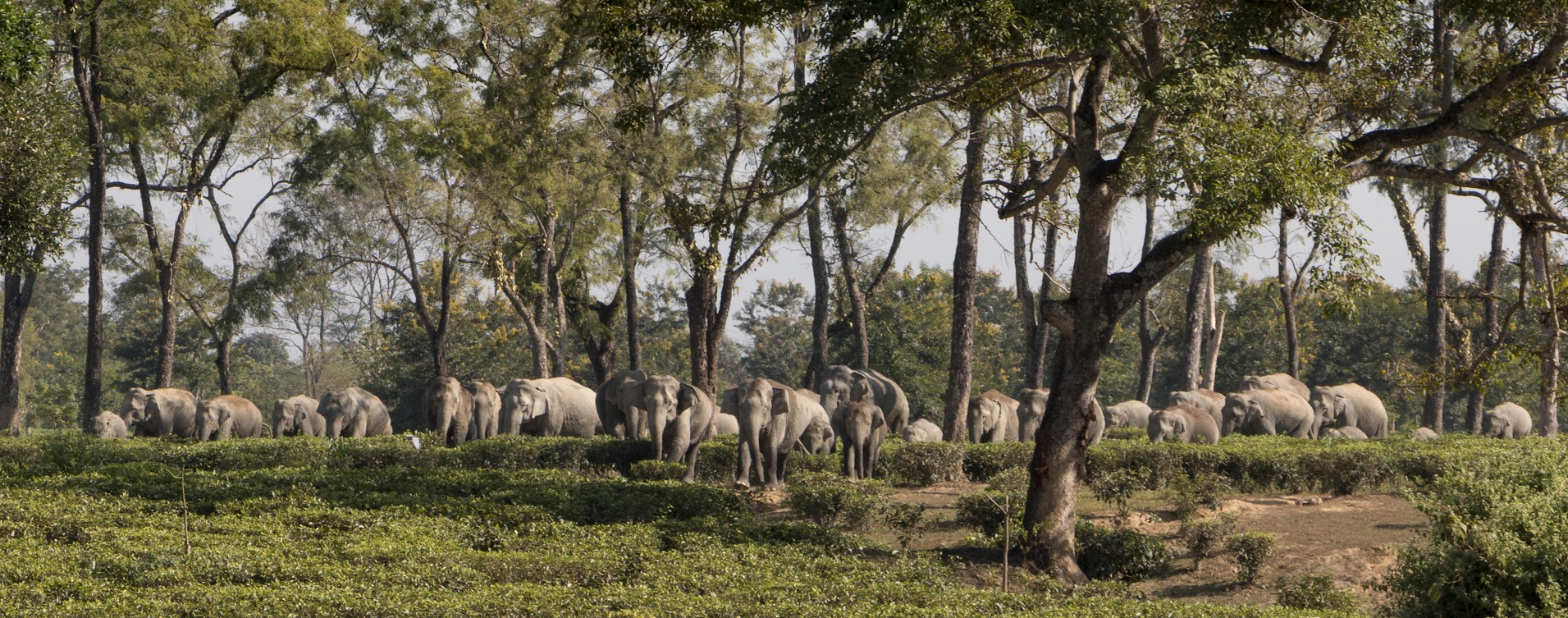
Manada de elefantes em plantação de chá “amiga dos elefantes” na Índia.

## Links externos
- Foto do elefante “Osama bin Laden” abatido – USA Today